# Gymnotoidei
Sous-ordre
Les Gymnotoidei sont un sous-ordre de poissons de l'ordre des Gymnotiformes. Il s'agit principalement de poissons d'eau douce possédant des organes capables de générer des champs électriques.

## Liste des familles et genres
Selon FishBase, NCBI et WoRMS :
- famille Gymnotidae
  - genre Electrophorus
  - genre Gymnotus

Selon ITIS (seul à reconnaitre la famille Electrophoridae) :
- famille Electrophoridae Gill, 1872  
  - genre Electrophorus Gill, 1864
- famille Gymnotidae
  - genre Gymnotus Linnaeus, 1758